# Xylariopsis iriei
Xylariopsis iriei är en skalbaggsart som beskrevs av Hayashi 1976. Xylariopsis iriei ingår i släktet Xylariopsis och familjen långhorningar. Inga underarter finns listade i Catalogue of Life.